# Bandiera del Vermont
La bandiera del Vermont è costituita dallo stemma dello stato e dal motto del Vermont su sfondo blu.
La bandiera venne adottata il 1º giugno 1923.

## Simbolo
La bandiera è composta dallo stemma e dal motto dello stato su un campo di azzurro. Mentre i sostenitori dell'ago di pino dello stemma sono rappresentati in tutta il New England e simboleggia i piccoli rami di pino indossati nella battaglia di Plattsburgh verso la fine della guerra del 1812, il pino nel mezzo dello stemma rappresenta le foreste del Vermont. La mucca e tre fasci di grano rappresentano le industrie lattiero-casearie e agricole. La testa di cervo in cima rappresenta la fauna del Vermont e anche le Green Mountains sono sullo sfondo. Viene citato in basso il motto "Libertà e unita", che equilibra due ideali diversi: la libertà del singolo cittadino e il benessere del bene comune.

## Storia
Lo stato del Vermont ha avuto tre bandiere ufficiali prima dell'odierna.
Nel 1760 venne adottata come bandiera della Repubblica del Vermont la bandiera dei Green Mountain Boys. Nel 1791 quando il Vermont entrò a far parte degli Stati Uniti non venne adottata alcuna bandiera ufficiale.
Nel 1804 adottò una variante della bandiera statunitense, rappresentante, invece che 15 stelle e 15 strisce, 17 stelle e 17 strisce, con inoltre aggiunta la scritta VERMONT in bianco sulla prima striscia partendo dall'alto.
Nel 1837, quando la Stars and Stripes prese l'attuale forma, con 13 bande orizzontali, venne cambiata anche la bandiera del Vermont, rimpiazzando le stelle nel cantone con lo stemma dello stato.
Per evitare confusioni con la bandiera nazionale, nel 1923 si decise di adottare l'attuale bandiera.

Repubblica del Vermont (1760 – 30 aprile 1804)
1º maggio 1804 – 19 ottobre 1837
20 ottobre 1837 – 31 maggio 1923